# 9K22 Tunguska
El 2K22 «Tunguska» (en ruso: 2К22 «Тунгуска») según designación del GRAU, o 9K22 según designación del Ejército, es un sistema antiaéreo autopropulsado de orugas equipado con una combinación de artillería antiaérea y misiles superficie-aire. Está diseñado para proporcionar protección tanto diurna como nocturna a los regimientos de infantería y de tanques contra aviones, helicópteros y misiles de crucero a baja altitud en todas condiciones meteorológicas. Su designación OTAN es SA-19 Grison.
El sistema fue diseñado por la Oficina de Diseño de Instrumentos KBP en la ciudad de Tula, en Rusia; y es construido por la Planta de artefactos Mecánicos de Ulyanovsk, Rusia. Puede fijar sus blancos en posiciones estacionarias o en movimiento, usando los misiles para largo alcance y el cañón para la defensa cercana. Está diseñado para destruir blancos de ala fija y helicópteros y además puede disparar contra blancos terrestres. Actualmente el Tunguska está en servicio en el Ejército Ruso y en el de la India.

## Historial de desarrollo
Su desarrollo se inició en junio de 1970, y atendiendo el requerimiento del Ministerio de Defensa de la URSS, encargándose a la Oficina de Diseño de Instrumentos KBP, situado en la ciudad de Tula bajo el asesoramiento y guía directa del Diseñador en jefe A.G. Shipunov, que se enlazó con el desarrollo de un sistema de cañones automáticos de 30 mm y cuyo uso sería la defensa antiaérea en un sistema que reemplazaría al del ya desfasado Shilka, de 23 mm.
Como proyecto, el aparato recibe la designación de Tunguska y se hizo como una respuesta al pobre desempeño del ZSU-23-4 (cuyo alcance efectivo en distancias cortas así como sus sistemas de alerta eran ya inadecuados) y para contar con un nuevo equipo de defensa antiaérea desplegado en tierra y en capacidad de enfrentar al recién conocido por ese entonces, un avión de ataque a tierra frente al que la Unión Soviética no podía en esa entonces hacerle frente de manera eficaz, el A-10 Thunderbolt II; el que en sus pruebas de campo se mostró bastante resistente a los impactos del cañón de 23 mm.
Estos estudios fueron conducidos por él y demostraron que los cañones de 23 mm usados en el MiG-17 y otras aeronaves similares de la OTAN a distancias de 300 metros, así como sus municiones requerían de dos a tres impactos para abatir al blanco, mientras que el cañón de 30 mm era 1,5 veces más certero que el de 23 mm. Un incremento en el alcance máximo en alturas de hasta 4.000 m , así como al confrontar blindados ligeros son las que hicieron volcar finalmente a esta decisión.
Los requerimientos iniciales del estudio se condujeron para que el sistema fuera efectivo en que sus aciertos e impactos en términos de su desempeño, su alcance efectivo, su altitud efectiva y su eficiencia en combates reales se mostrasen superiores a los del Shilka. Adicionalmente, este nuevo sistema de armas debería poder reaccionar en un tiempo no mayor a 10 segundos de la detección del blanco. Dadas las similitudes en cadencia de fuego, el control de los sistemas de artillería y de los misiles embarcados se decidió que el Tunguska combinase un afuste de armas y de misiles en el mismo sistema. Con la combinación de cañones y de misiles, el conjunto se hizo más efectivo que el ZSU-23 Shilka, acertando a blancos en una distancia de alcance más elevada que en su predecesor gracias a los misiles emplazados en su superestructura de armas, y a cotas de distancias bajas gracias a sus cañones.
En adición como primer contratista a KBP otros miembros de la industria militar soviética se involucraron en el proyecto, como en el chasis; que fuera desarrollado por la Planta de Tractores de Minsk, el equipamiento electrónico y de radiocomunicaciones, que fue construido por la Planta de Maquinaria Mecánica de Ulyanovsk, así como los sistemas de guía y asistencia de navegación fueran provistos por VNII "Signal", y los sistemas ópticos fueron desarrollados por la Asociación de la industria Óptica y Mecánica de Leningrado LOMO.
El desarrollo del sistema tomó dos años, en el periodo comprendido entre 1975 a 1977; y después de que su introducción se viera afectada por la llegada del sistema de misiles 9K33 Osa, que llegaban a llenar los mismos requerimientos; pero con un desempeño mayor en dicho misil. Después de debatirse sobre varias consideraciones y en numerosas discusiones se sintió que la sola plataforma de misiles no sería por sí misma tan efectiva al enfrentar objetivos en vuelo bajo y helicópteros de ataque a corto alcance sin sistema de advertencia, que se habían mostrado suficientemente efectivos en la guerra árabe-israelí del año 1973. Dada la reacción en tiempo de un sistema de cañones; estimado en aproximadamente 8 a 10 segundos, frente a la que puede dar un sistema de misiles guiados, que es aproximadamente más de tres veces comparado al anterior tiempo de reacción de los cañones, hizo que su rediseño y alistamiento en campo fuera retomado.
Los diseños iniciales se concluyeron en 1973 con el primer bloque de producción completado en 1976 en la Planta de artefactos mecánicos de Ulyanovsk. Las pruebas de campo al sistema se efectuaron entre septiembre de 1980 y diciembre de 1981 en el campo de pruebas de Donguzskom. Oficialmente su aceptación en el servicio del Ejército Rojo se da en el 8 de septiembre de 1982 y la versión inicial se designaría como 2K22/2S6, con cuatro misiles en posición de tiro inicial (dos a cada lado). El Tunguska entró en cantidades limitadas y en operaciones de servicio restringidas desde 1984 con las primeras baterías siendo desplegadas en el ejército.
Luego de una muy limitada producción inicial del sistema original; el 9K22, una versión bastante mejorada del aparato aparecería y se designaría a su vez como el 2K22M/2S6M; que entró al servicio activo en 1990. El 2K22M implementó varias y numerosas mejoras sobre su predecesor, teniendo en vez de cuatro ocho misiles en fuego inmediato (con cuatro en cada lado) así como otras modificaciones al sistema de control de tiro a los de programación, en sus misiles y en la fiabilidad general del sistema. A mediados de los años 90 el sistema Tunguska fue modernizado y cambió de nombre por Tunguska-M (2К22М) incorporándole nuevos emisor y transmisor de enlace con el vehículo del mando de batería Pantsir (PU-12M) y con el puesto de mando PPRU-1M. Además se sustituyó la turbina de gas de alimentación eléctrica por una nueva, con elevada vida útil (600 en lugar de 300 h).
El sistema Tunguska se ha usado siempre bajo el manto de estar sometido a constantes mejoras; y en el año 2003 una mejora adicional se hizo, las tropas terrestres de Rusia aceptaron al Tunguska-M1 o conocido a su vez según la GRAU como 2K22M1 en el servicio activo oficial. Actualmente el Tunguska y sus versiones están en servicio en el Ejército Ruso, bielorruso  y el indio. En 1999 Rusia empezó los suministros del sistema 2K22M1 a la India por un total de 60 unidades. Según algunos datos a mediados de los 90 un sistema de esta familia fue adquirido por Gran Bretaña como posible sujeto de pruebas, sin ser usado oficialmente por su ejército. El sistema 2K22M1 introdujo en sus nuevas actualizaciones en esta versión anteriormente relacionada al nuevo misil 9M311-M1; que sufrió de una sustancial serie de cambios a los del modelo precedente usado en el 2K22M para poder acertar a blancos como ciertos misiles de crucero, al serle reemplazada la espoleta de proximidad de ocho rayos láser con una espoleta de onda de radio. Adicional a ésta mejora otra modificación que mejoró de forma sustancial la resistencia a la interferencia de otros vehículos similares con equipos de contramedidas por infrarrojos se hizo con la implementación de un sistema independiente de guía a los misiles por un sistema de señales de pulso IR.
Otras importantes mejoras incluyen un misil con un alcance incrementado hasta 10 km, novedosos y precisos sistemas ópticos de seguimiento de blancos, nuevo sistema de control y coordinación de tiro entre los componentes de una batería y el puesto de comando. Con todas estas innovaciones, la efectividad y eficacia general del sistema Tunguska-M1 se ha elevado a unas 1,3–1,5 veces más que en su predecesor, el Tunguska-M.
La familia Tunguska últimamente ha sido considerada por los expertos militares como uno de los sistemas de defensa antiaérea más sofisticados y únicos en su clase, siendo altamente competitivo frente a otros sistemas similares aún hoy día, como en el año 2007 cuando se develó el nuevo sistema de defensa antiaérea Pantsir-S1 que entró en producción en las facilidades de la KBP — y a hoy se considera un descendiente del Tunguska-. El nuevo sistema Pantsir ofrece una mayor efecitividad que su predecesor.

## Descripción

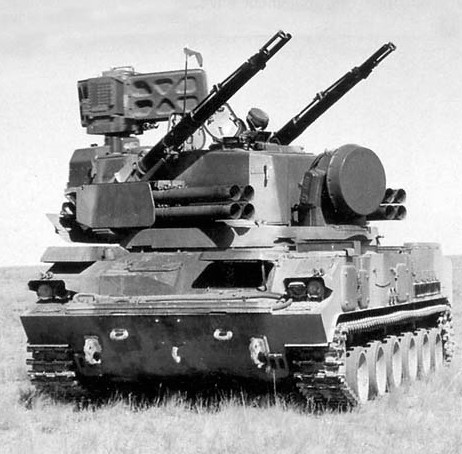
9K22 "Tunguska-M".

### Armamento
El Tunguska M1 porta ocho misiles modelo 9M311-M1 (designación OTAN SA-19 Grison); del tipo superficie-aire. Este misil cuenta con un sistema de guiado semiautomático por radar para la guía en modo apuntamiento indirecto, su peso es de 40 kg y el de su ojiva es de aproximadamente 9 kg. Tiene una longitud de 2,5 metros y su diámetro es de 170 milímetros. La superficie alar es de 2,2 m², alcanzando su velocidad máxima a los 900 m/s y pudiendo atacar blancos que tengan velocidades de hasta 500 m/s. Su alcance es entre 13 y 6.000 m para blancos terrestres y entre 13 y 10 000 m para blancos aéreos. El Tunguska cuenta como sistema de respaldo con dos cañones automáticos de 30 mm, cuya cadencia de fuego es de 5.000 proyectiles/min y un alcance de 3.000 m contra blancos aéreos, su alcance es de 4.000 m frente a blancos en tierra, siendo usado para confrontar blindados enemigos únicamente.

### Sistemas de control de tiro
El sistema adquiere y sigue a sus blancos por radar, mira óptica, sistema de computador digital y equipo de navegación. El alcance de detección del radar es de 18 km y su alcance de seguimiento de 16 km.

### Vehículo
El Tunguska M1 está instalado sobre un vehículo oruga con transmisión hidromecánica y suspensión hidroneumática. La torreta blindada cuenta con sistema de estabilización, aire acondicionado, calefacción y sistemas de filtro. Una batería de Tunguskas se compone de seis (6) unidades, incluyendo municionamiento y mantenimiento.

## Variantes
- 2K22: La versión original, equipada con el sistema de misiles 9M311 (3M87), 9M311K o el 9M311-1. Algunas variantes posteriores del sistema "Tunguska" se redenominarían como los "Treugol'nik" (del ruso Треугольник, para triángulo). Este sistema está montado en el chasis 2S6, y denominado vehículo integrado de defensa antiaérea.
- 2K22M (1986): Es la versión de producción principal, equipada con el sistema de misiles 9M311M (3M88). Este vehículo integrado de defensa antiaérea está montado sobre el chasis de un 2S6M/GM-352M.
- 2K22M1 (1988): Versión mejorada sobre el nuevo chasis 2S6M1/GM-5975, y usa los nuevos misiles 9M311-M1; con un rango efectivo de hasta 10 km, y un mejorado sistema de control de tiro. Pasando sus pruebas de evaluación en abril de 2003; entró al servicio activo en las Fuerzas Rusas un año después.
- 2K22M-57E6: Versión completamente actualizada del sistema con los nuevos sistemas electrónicos y de radar 57E6, con un alcance de detección de hasta 38 km; y de seguimiento de 30 km. El alcance efectivo de los misiles se incrementó a 18 km.

## Historia en combate

### Guerra ruso-ucraniana
- Invasión rusa de Ucrania de 2022[11]

## Usuarios
- Rusia: Variantes 2S6, 2K22M/M1[8]
- Bielorrusia
- India: Tiene unos 66-92 2K22M/M1 encargados en 1996 (24-50 2K22M), 2001 (14 2K22M) y 2005 (28 2K22M1).[12][13]
- Marruecos: 12 2K22M1 encargados en 2005[13]

- Ucrania: 70 2S6 a partir de 2012, según Military Balance 2012. Al menos un Tunguska-M1 capturado está operativo en el servicio ucraniano. 75 a partir de 2021, la mayoría heredados del Ejército Soviético y de la PVO en 1991.[14][15]

### Artículos similares
- Armada de la Federación Rusa Kashtan CIWS

### Secuencias de designación
- Anexo:Tabla comparativa entre sistemas de defensa aérea portátiles
- Anexo:Lista de Misiles antiaéreos de la Unión Soviética